# Борис Колкер
Борис Григориевич Колкер (на руски: Борис Григорьевич Колкер) e роден в Тираспол, Молдова, СССР на 15 юли 1939 г.
Той е езиков учител, преводач и защитник на международния език есперанто. Той е гражданин на СССР (Молдовска ССР и РСФСР) и после на Русия, а от 1993 г. е жител и гражданин на САЩ, пребиваващ в Кливланд, щата Охайо. През 1985 г. е удостоен с докторска степен по лингвистика в Института по лингвистика при Академията на науките на СССР в Москва.

## Биография
Колкер усвоява есперанто през 1957 г. и е автор на статии по интерлингвистика, рецензии на книги и три известни учебника за есперанто, за ученици от различни нива. Той набира голямата си популярност благодарение на неговата книга „Vojago en Esperanto-lando“ (Пътуване в есперанто), която е едновременно и професионален курс по есперанто и пътеводител за есперанто културата. Тази книга е известена на мнозина от тази сфера като „ръководство за есперанто“.
Борис Колкер е член на Академията на есперанто и е почетен член на Световната асоциация есперанто (Universala Esperanto Asocio) и асоцииран редактор на месечното списание „Monato“. В продължение на две десетилетия той оглавява мащабен есперантски кореспондентски курс в Русия, който завършват около 900 ученици. Освен това преподава есперанто в американските университети в Сан Франциско и Хартфорд.
Понастоящем ръководи курса по международен есперанто за професионална кореспонденция и е вицепрезидент на Международната изпитна комисия за Международната лига на преподавателите по есперанто (ILEI). В различни моменти той е член на Управителния комитет на Световната асоциация за есперанто (Universala Esperanto Asocio), съосновател и сълидер на национални есперантски организации в Съветския съюз и Русия. Той е изнесял лекции и е говорил публично на няколко световни конгреса на есперанто, а през 2000 г. ръководи темата на 85-ия Световен конгрес на есперанто в Тел Авив.